# Sidi Boushaki

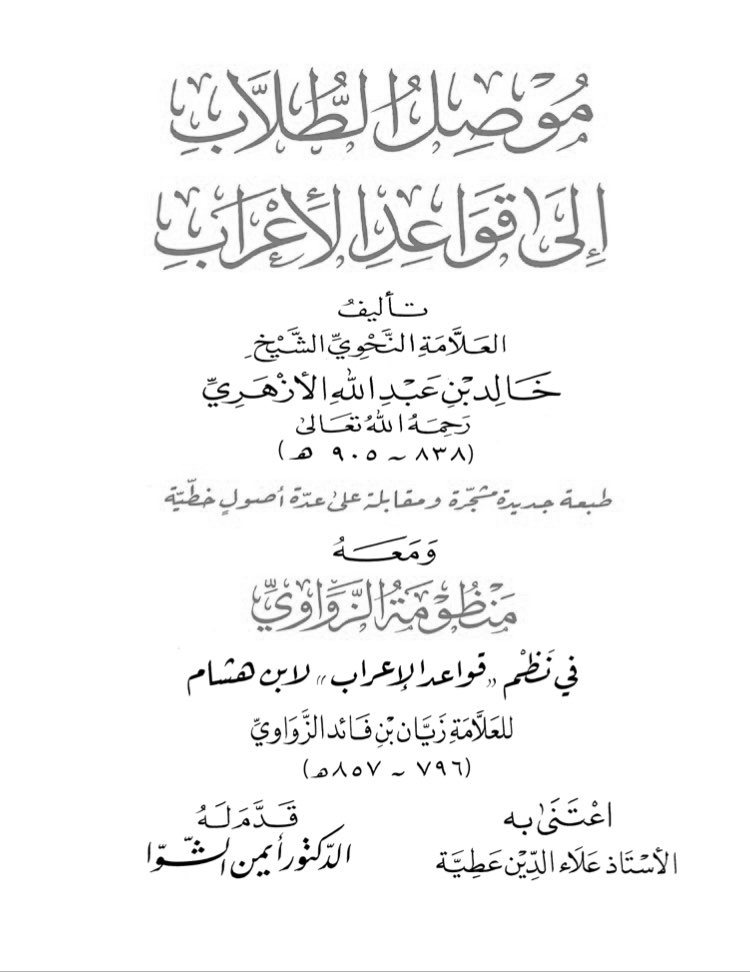
Poema de gramática árabe escrito por Sidi Boushaki.

Sidi Boushaki o Ibrahim Ibn Faïd az-Zaouaoui (en árabe: سيدي بوسحاقي‎; Soumaa, Argelia, 1394-íbid., 1453), fue un erudito argelino, imán y jeque sufí. Nació en el pueblo de Soumaa, cerca de la ciudad de Thenia, a 53 km al este de Argel. Creció en un ambiente muy religioso en la Zawiya de Sidi Boushaki, enfocada en los valores islámicos. Dotado de marcadas habilidades interpersonales, dedicó su vida al Islam siguiendo la referencia islámica argelina.

## Nacimiento y linaje
Sidi Boushaki Ez-Zaouaoui nació en 1394 EC en el Col des Beni Aïcha, en el pueblo de Soumâa dentro de la región de Tizi Naïth Aïcha, en el macizo de Khachna, una extensión de Djurdjura.
Su linaje extendido es Abu Ishaq Ibrahim bin Faïd bin Moussa bin Omar bin Saïd bin Allal bin Saïd al-Zawawi.

## Biografía
Comenzó sus estudios en el pueblo de Thala Oufella (Soumâa) en Thénia en 1398 EC, antes de unirse a Bugía en 1404 EC, muy joven, para continuar sus estudios.
Allí estudió el Corán y el fiqh Maliki como alumno con Ali Menguelleti, un reconocido teólogo de Cabilia.
Béjaïa fue entonces a principios del siglo XV un centro religioso y un lugar de influencia del sufismo.
Hizo su destino en 1415 a Túnez, donde profundizó su conocimiento de Maliki Madhab.
Allí estudió el tafsir del Corán en el juez Abu Abdallah Al Kalchani, y recibió el fiqh Maliki de Yaakub Ez-Zaghbi.
Fue alumno de Abdelwahed Al Fariani en los cimientos (Oussoul) del Islam.
Regresó en 1420 a las montañas de Bugía, donde profundizó en Idioma árabe en Abd El Aali Ibn Ferradj.
Fue a Constantina en 1423 donde vivió durante muchos años, y recibió las enseñanzas de la fe musulmana (Aqidah) y la lógica en "Abu Zeid Abderrahmane", apodado "El Bez".
Estudió prosa, verso, fiqh y la mayoría de las ciencias teológicas de la época en Ibn Marzuq El Hafid (1365-1439), el erudito del Magreb y Tremecén que había visitado Constantino para predicar sus conocimientos, que no debe confundirse con su padre Ibn Marzuq El Khatib (1310-1379).
Se unió a La Meca para peregrinar y estudiar, luego se mudó a Damasco, donde asistió a las enseñanzas del Imam Ibn al-Jazari en las ciencias del Corán.
Murió en 1453 y fue enterrado en las montañas Thenia cerca de Zawiya de Sidi Boushaki en su tribu nativa Kabyle de los Igawawen.

## Zawiya
De vuelta en Cabilia durante los últimos años de su vida, Sidi Boushaki fundó una zawiya en la que enseñó a sus discípulos (murids) según la hermandad sufí Qadiriyya del sufismo sunita.
Este zawiya fue un lugar de influencia intelectual y espiritual en toda la Baja Cabilia por sus enseñanzas y cursos de iniciación impartidos en esta región rodeada por Oued Isser y Oued Meraldene frente al mar Mediterráneo.
La orden sufí de Qadiriyya apenas se siguió en este zawiya durante tres siglos hasta que la tariqa Rahmaniyya asumió el control en la región de Algérois y Cabilia como modelo del curso ascético.

## Obras
Sus obras cubren varios aspectos de las ciencias islámicas, que incluyen:
Exégesis y ciencias coránicas (al-tafsîr wa al-qirâ'ât)
- Tafsir al-Zawawi es una interpretación (tafsir) del Corán (en árabe: تفسير الزواوي).[28][29]

Ley islámica (fiqh)
- Tuhfat Al-Mushtaq es una breve explicación de Mukhtasar Khalil en la jurisprudencia de Maliki (árabe: تحفة المشتاق في شرح مختصر خليل).[30]
- Facilitar el camino para un extracto de las flores de Rawd Khalil es una explicación del resumen de Mukhtasar Khalil de la jurisprudencia de Maliki (árabe: تسهيل السبيل لمقتطف أزهار روض خليل).[31]
- La inundación del Nilo es una explicación del resumen de Mukhtasar Khalil de la jurisprudencia de Maliki (árabe: فيض النيل).[32]

Idioma árabe
- Poema de Sidi Boushaki para explicar las reglas del análisis gramatical de Ibn Hisham al-Ansari (árabe: نظم قواعد الإعراب لابن هشام).[33]
- Talkhis al-Talkhis es una explicación de un libro sobre retórica, significados y declaraciones (árabe: تلخيص التلخيص).[34]
- Libro que explica el Al-Alfiyya de Ibn Malik (árabe: شرح ألفية ابن مالك).[35]

## Otras lecturas
- Abdelkrim Bellil (January 2018). التصوف والطرق الصوفية. p. 177. ISBN 9789957353346.

- Ahmad Baba al-Timbukti. نيل الابتهاج بتطريز الديباج. p. 56-57.

- Al-Sakhawi. الضوء اللامع لأهل القرن التاسع، الجزء الثاني. p. 116.

- Umar Rida Kahhala. معجم المؤلفين. p. 73.

- Ahmad Ibn al-Qadi. درة الحجال في أسماء الرجال. www.dorat-ghawas.com. p. 193.

- Al-Qarafi. توشيح الديباج وحلية الابتهاج. p. 25-26.

- Ibn Makhlouf (January 2010). شجرة النور الزكية في طبقات المالكية، الجزء الأول. p. 378. ISBN 9782745137340.

- Abderrahmane Djilali. كتاب تاريخ الجزائر العام. p. 120-121.

- Rabah Khedoussi (January 2014). موسوعة العلماء والأدباء الجزائريين، الجزء الثاني. p. 97-98. ISBN 9796500167794.

- Al-Zoubaïri. الموسوعة الميسرة في تراجم أئمة التفسير والإقراء والنحو واللغة. p. 74.

- Adel Newihedh. معجم أعلام الجزائر من صدر الإسلام حتى العصرالحاضر. p. 160.

- Belkacem El Hafnaoui. تعريف الخلف برجال السلف. p. 5-6.

- Al-Dawudi (January 2002). طبقات المفسرين. p. 18. ISBN 9782745133281.

- Ismaïl Bacha. كشف الظنون. p. 205.

- Ibn Marzuq al-Hafid (January 2018). الألفية الصغيرة المسماة الحديقة في علوم الحديث الشريف. p. 37. ISBN 9782745185723.

- Ibn Marzuq al-Hafid (January 2016). نور اليقين في شرح حديث أولياء الله المتقين. p. 31. ISBN 9782745101891.

- Al-Ghallaoui. نظم بوطليحية. p. 83.

- Datos: Q19629001
- Multimedia: Sidi Boushaki / Q19629001